# Diplopeltula striata
Diplopeltula striata är en rundmaskart. Diplopeltula striata ingår i släktet Diplopeltula, och familjen Axonolaimidae. Arten är reproducerande i Sverige.